# Papež Bonifacij III.
Bonifacij III., papež rimskokatoliške Cerkve; * okrog 540 Rim (Italsko kraljestvo)† 12. november 607, Rim (Italija, Bizantinsko cesarstvo. 

## Življenjepis
Bonifacij je bil Rimljan in se je rodil v Rimu očetu Ivanu Katadiokeju. V družini so negovali grško izročilo. 
Bil je papežev apokriziarij v Carigradu.

### Dela
Čeprav ni vladal niti eno leto, je imel v cerkevni zgodovini pomembno vlogo.

## Smrt
Umrl je 12. novembra 607 v Rimu.
Pokopan je v Baziliki svetega Petra v Rimu, Vatikan.